# Teorema di Josefson-Nissenzweig
In analisi matematica, il teorema di Josefson-Nissenzweig è un importante teorema basato sulle funzioni convesse e continue che sono illimitate sulla bolla unitaria.

## Dimostrazione
Sia {\displaystyle X} uno tra gli spazi {\displaystyle 1\leq p<+\infty } definiamo:
{\displaystyle f(x)=\sum _{n=1}^{\infty }n|x(n)|^{n}.}
Possiamo affermare che:
{\displaystyle f(x)=\mathrm {sup} N{\mathcal {3}}N\sum _{n=1}^{\mathbb {N} }} {\displaystyle n|x(n)|^{n},}
ma questo mostra che {\displaystyle f} è convessa inferiormente semicontinua, siccome {\displaystyle X} è uno spazio di Banach allora {\displaystyle f} è continua. Ma {\displaystyle f} non è limitata sulla bolla unitaria, infatti {\displaystyle f(En)} = {\displaystyle n}.

### Teorema 2
Il seguente teorema, la cui dimostrazione è molto complicata, permette di costruire esempi simili in ogni spazio normato di dimensione infinita.
Sia {\displaystyle X} normato di dimensione infinita. Esiste {\displaystyle {U_{n}}\subseteq {S_{x}}} tale che:
{\displaystyle {U_{n}}\longrightarrow {_{w}}=0.}

### Osservazione
Questo teorema afferma che, per spazi di dimensione infinita, la topologia debole non coincide mai, dal punto di vista sequenziale, con quella forte. Sappiamo invece che ciò può succedere per la topologia debole, in tal caso gli spazi si dicono godere della proprietà di Schur.

### Corollario
Sia {\displaystyle X} uno spazio normato. Sono tra loro equivalenti:
- {\displaystyle X} è ha dimensione finita;
- ogni funzione convessa e continua su {\displaystyle X} è limitata sulla bolla chiusa;
- ogni funzione convessa e continua su {\displaystyle X} è limitata superiormente sulla bolla unitaria.

### Dimostrazione
Osserviamo che {\displaystyle 1\Rightarrow 2} segue dalla compattezza delle bolle e {\displaystyle 2\Rightarrow 3}. Dimostriamo {\displaystyle \neg 1\Rightarrow \neg 2}. Passiamo al completato {\displaystyle {\bar {X}}}, e utilizzando il teorema di Josefson-Nissenzweig otteniamo una successione {\displaystyle {U_{n}}\subseteq Sx} tale che:
{\displaystyle {U_{n}}\longrightarrow \sigma (X,{\hat {X}})=0.}
Definiamo:
{\displaystyle f({\bar {x}})\sum _{n=1}^{\infty }n|{U_{n}}({\bar {x}})|^{n}\quad \forall {\bar {x}}\in {\bar {X}}.}
Essa, per ragionamenti analoghi a quelli fatti ad inizio sezione, risulta essere convessa e continua su {\displaystyle {\bar {X}}}. Dimostriamone l'illimitatezza; sappiamo che per ogni {\displaystyle n} esiste {\displaystyle x_{n}\in \beta _{x}}  tale che {\displaystyle u(x_{n})>1-{\frac {1}{n}}}.
Calcoliamo ora:
{\displaystyle f(x_{n})\geq n|u(x_{n})\mid ^{n}n\longrightarrow \infty .}
Dunque la funzione {\displaystyle f_{|}x} è quella cercata.